# Tepache (dryck)

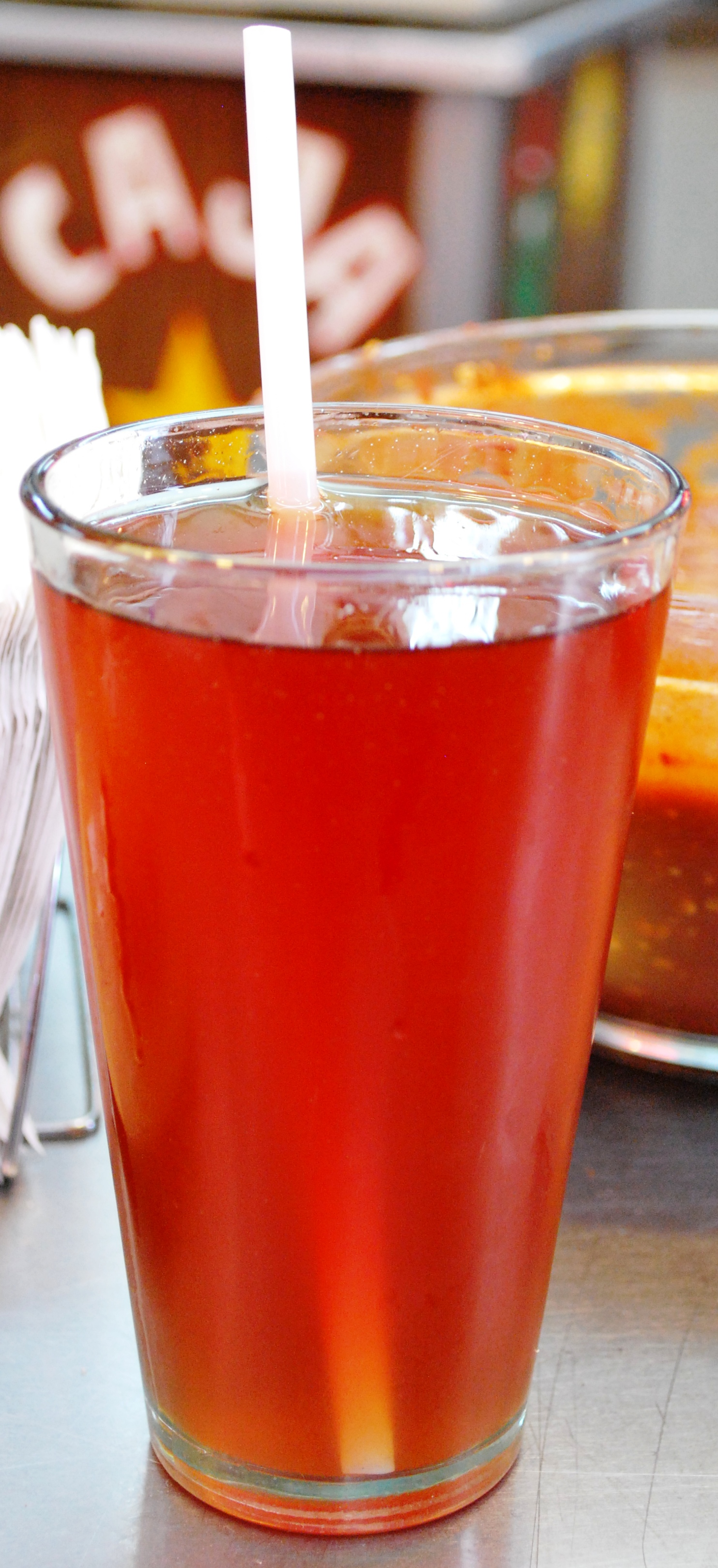
Ett glas tepache.

Tepache är en mexikansk jäst dryck, vanligen tillverkad av ananas som jäst i vatten med råsocker från sockerrör (sp. piloncillo). Ordet kommer dock från nahuatls tepiatl med betydelsen majsdryck. Ofta är drycken smaksatt med citron eller annan citrusfrukt och har låg alkoholhalt.
Tepache används även för mäsk i allmänhet och agavemäsk för tillverkning av tequila eller mescal i synnerhet.